# Marko Uršič
Marko Uršič, slovenski filozof in pisatelj, * 18. maj 1951, Ljubljana.

## Življenje in delo
Uršič se je rodil matematično-fizikalnemu šolniku in metodiku ter publicistu Stanku Uršiču in klasični filologinji Mili Uršič, r. Brabec. Diplomiral je iz filozofije in psihologije leta 1975 na Filozofski fakulteti v Ljubljani. Najprej je služboval kot gimnazijski profesor, pozneje tudi kot novinar in knjižni urednik. Obenem je nadaljeval študij logike pri profesorju Franetu Jermanu, magistriral je leta 1984 (Aristotelova modalna logika), doktoriral pa leta 1990 (Implikacija in deduktivna nujnost). Po doktoratu se je izpopolnjeval pri profesorju Paulu Weingartnerju v Salzburgu (logika relevance). Od leta 1992 do upokojitve leta 2018 je predaval na Filozofski fakulteti Univerze v Ljubljani, od 2003 kot redni profesor. Živi v Ljubljani in na Krasu.
V svojem filozofskem delu se ukvarja s filozofsko logiko, filozofijo prostora in časa, (filozofsko) kozmologijo, metafiziko, filozofijo religije, primerjalno religiologijo in teorijo simbolov. Piše tudi literarna besedila in filozofsko prozo. Njegovo glavno knjižno delo je tetralogija Štirje časi, obširna zbirka filozofskih pogovorov in samogovorov, ki je izhajala med leti 2002-2015 pri Cankarjevi založbi v Ljubljani. Pri Slovenski matici je leta 2021 objavil monografijo Presežne prisotnosti: filozofski eseji o Plotinovi metafiziki svetlobe. Poleg številnih člankov v domačih in tujih filozofskih revijah je objavil dve knjigi v angleškem jeziku: Shadows of Being (2018) in Mind in Nature (2012, v soavtorstvu z Olgo Markič in Andrejem Uletom). Izšel je tudi zbornik Misli svetlobe in senc: razprave o filozofskem delu Marka Uršiča (2021). 